# Selenophorus scolopaceus
Selenophorus scolopaceus är en skalbaggsart som beskrevs av Thomas Casey. Selenophorus scolopaceus ingår i släktet Selenophorus och familjen jordlöpare. Inga underarter finns listade i Catalogue of Life.